# جيري ميرفي (شاعر)
جيري ميرفي (بالإنجليزية: Gerry Murphy)‏ هو مؤلف وشاعر أيرلندي، ولد في 1952 في كورك في جمهورية أيرلندا.